# Adam Czerniawski
Adam Czerniawski (ur. 20 grudnia 1934 w Warszawie, zm. 29 lutego 2024 w Monmouth) – polski poeta, prozaik, krytyk, tłumacz, rzecznik kultury polskiej na świecie.

## Życiorys
W czasie okupacji, w 1941 roku wyjechał z rodzicami do Stambułu, a potem do Palestyny. Uczył się w Tel Awiwie, Bejrucie i polskiej Junackiej Szkole Kadetów w obozie Barbara w Palestynie. W 1947 roku trafił do Londynu, gdzie ukończył studia humanistyczne na uniwersytetach w Londynie, Sussex i Oxfordzie (anglistyka i filozofia). Współpracował z wieloma emigracyjnymi wydawnictwami i czasopismami literackimi (m.in. „Wiadomości”, „Kultura”, „Oficyna Poetów”), był także założycielem (w 1959 roku) i redaktorem naczelnym „Kontynentów”. W latach 1955–1957 pracował w Monachium w Sekcji Polskiej Głosu Ameryki. Należał do redakcji „Merkuriusza Polskiego”. Po 1956 roku publikował też w prasie i wydawnictwach krajowych. Pracował na wielu uczelniach angielskich jako wykładowca filozofii (Thames Polytechnic w Londynie), estetyki i literatury (Medway College of Design w Rochester). Dla brytyjskiego radia opracowywał audycje o kulturze polskiej. W latach 1957–1965 był zatrudniony w przedsiębiorstwie asekuracyjnym. Był też zastępcą kierownika ośrodka studiów translatorskich, oraz administratorem szkockiego zamku. Członek Polskiego Towarzystwa Naukowego na Obczyźnie.
Zajmował się też tłumaczeniem na język angielski poezji polskiej różnych epok, w tym twórczości Jana Kochanowskiego, Rafała Wojaczka, Bronisława Maja (...na przestrzeni wielu lat udało mi się przełożyć przeszło trzysta wierszy, a może, żeby oddać sprawiedliwość naszej poezji, trzeba by było przełożyć ich siedemset...), a także prozy (Jerzy Szaniawski), dramatu (Zbigniew Herbert i Tadeusz Różewicz) i filozofii (Roman Ingarden, Władysław Tatarkiewicz i Leszek Kołakowski).
Prowadził gościnnie warsztaty poetyckie w Studium Literacko-Artystycznym na Uniwersytecie Jagiellońskim w Krakowie.

## Nagrody
Był laureatem wielu nagród i wyróżnień: Nagroda Poetycka Związku Pisarzy Polskich na Obczyźnie (1967), Fundacji im. Kościelskich (1971); British Arts Council za przekłady poezji Tadeusza Różewicza (1976), ZAiKS-u za przekłady literatury polskiej (1976), Fundacji im. Turzańskich (2000) i in.

## Twórczość

### Poezja
- Polowanie na jednorożca, Londyn 1956
- Topografia wnętrza, Paryż 1962
- Sen, cytadela, gaj, Paryż 1966
- Widok Delft, Kraków 1973
- Wiek złoty, Paryż 1982
- Władza najwyższa, wybór wierszy z lat 1953–1978, Kraków 1982
- Jesień, Kraków 1989
- Poezje zebrane, Łódź 1993
- Inne wiersze i historia ludzkości, Katowice 1999

### Proza
- Części mniejszej całości, [wstęp: Witold Gombrowicz], Londyn 1964
- Akt, Londyn 1975
- Koncert życzeń, Warszawa, 1991
- Narracje ormiańskie. Opowiadania zebrane, Warszawa 2003
- Eseje literackie i filozoficzne
- Liryka i druk, Londyn 1972
- Wiersz współczesny, Londyn 1977
- Muzy i sowa Minerwy, Wrocław 1994
- Krótkopis, Katowice 1998
- Światy umowne, Warszawa 2001
- Wyspy szczęśliwe, Rzeszów 2007